# Sake Elzinga
Sake Elzinga (Groningen, 28 november 1959) is een Nederlandse fotograaf en fotojournalist.
Na zijn opleiding aan de Fotovakschool in Apeldoorn was Elzinga werkzaam als fotolaborant. In 1981 werd hij zelfstandig fotograaf. Sinds 1987 is hij vaste fotocorrespondent voor NRC Handelsblad. 
Voor zijn werk ontving hij verschillende prijzen, waaronder in 1990 een tweede prijs in de categorie Sport van de World Press Photo. Ook werd Elzinga tweemaal onderscheiden met een Zilveren Camera: in 1994 in de categorie Documentair Nederland en in 2001 in de categorie Kunst, cultuur, architectuur en techniek. Voor zijn fotoserie over Tsjernobyl kreeg hij in 1996 de Fuji Award.

## Enkele foto's

Douwe Draaisma (2010)
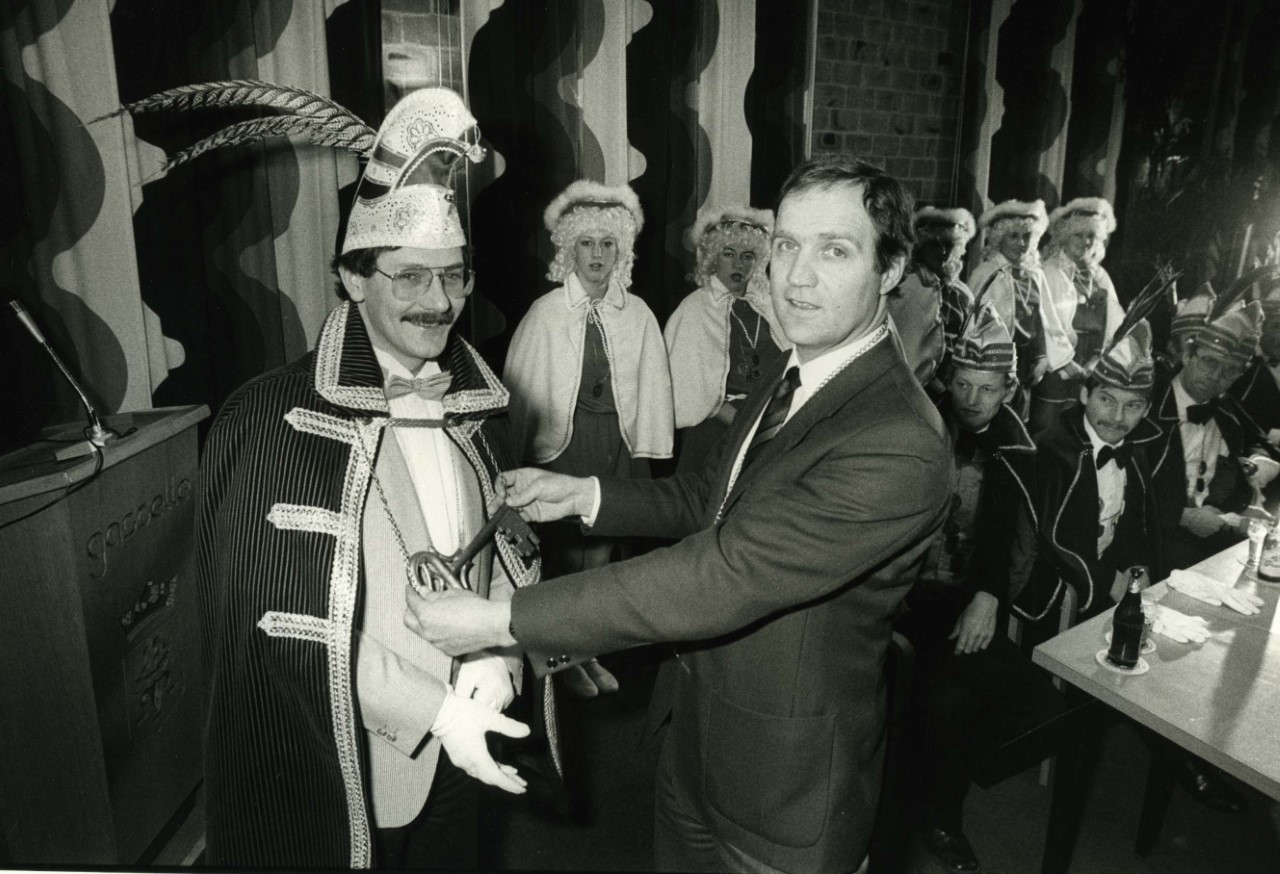
Gerd Prick (1985)
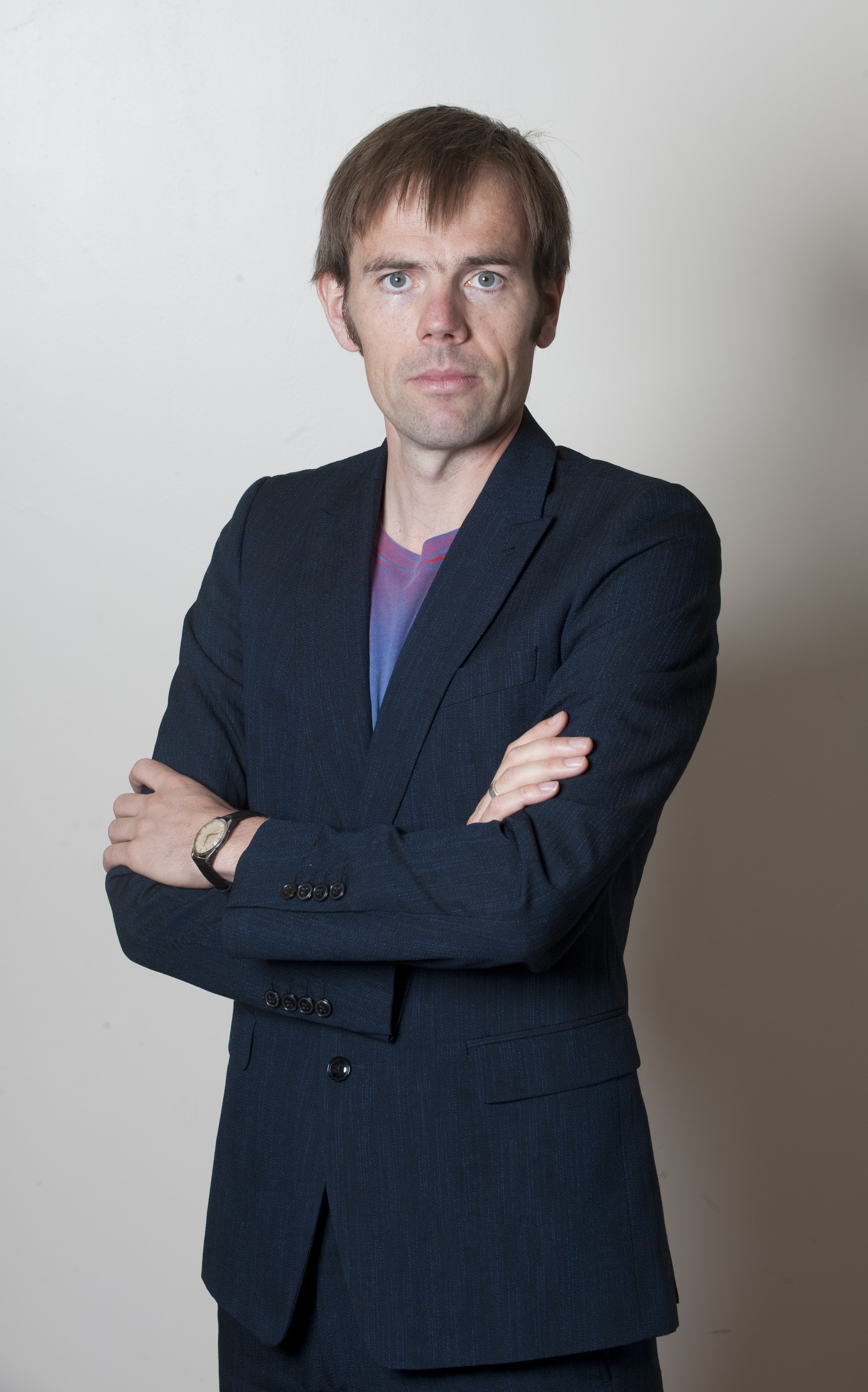
Luuk van Middelaar (2013)